# Navia (Argentina)
Luis Navia o Navia es una localidad del Departamento Gobernador Dupuy, en el sur de la provincia de San Luis, Argentina.
Ubicada en la margen izquierda del río Desaguadero en el límite con la provincia de Mendoza, se encuentra sobre las vías del Ferrocarril General San Martín, que corre en paralelo a la ruta provincial 12.

## Población
Contó con 205 habitantes (Indec, 2010), lo que representó un incremento del 48 % frente a los 138 habitantes (Indec, 2001) del censo anterior.
Según el censo 2022 la población total de la Comisión municipal fue de 313 personas. En tanto, el número de viviendas registradas fue de 96.
| Gráfica de evolución demográfica de Luis Navia entre 1980 y 2022 |
|                                                                  |
| Fuente: Censos nacionales del INDEC                              |